# Кобилецька Поляна
Коби́лецька Поля́на (угор. Gyertyánliget, словац. Poľana Kobilská, рум. Poiana Cobilei) — селище Великобичківської селищної громади Рахівського району Закарпатської області, лежить при підніжжі гори Кобила (1177 м).

## Географія
На північному заході від селища струмок Довгий впадає у річку Малу Шопурку, праву притоку Шопурки.

## Історія
Вперше згадується у 1672 році як Кабола Поляна. У 1910 році, будучи частиною Угорського королівства, мала 1 832 мешканців — русинів, угорців і німців. За спогадами старожилів у село Кобилецька Поляна переселилися німецькі спеціалісти, що мали навички плавлення металу із залізної руди. Тут вони працювали на створених залізорудних мануфактурах. Новоприбулі переселенці, в основному, були вихідцями з Австрії — з Імюкдену, Ебензеє та Ішлю. У 1814 році виникло поселення спішських німців з Гонгартену у Рахові, яких називали «ціпцерами», а їх поселення до сьогоднішнього дня зветься Ціпцерай. 
В першій половині XIX століття недалеко від села було виявлено сірчані мінеральні джерела, на базі яких тоді ж відкрито лікувальні купелі. 
Після Першої світової війни, у 1919 році, як і все Закарпаття, поселення відійшло до Чехословаччини. У 1939 р. в селі добровольці захищали Карпатську Україну від угорських окупантів. У 1945 році селище опинилось у складі УРСР.

### Металообробний завод
Закарпатський металообробний (арматурний) завод «Інтернаціонал» — підприємство, яке було засноване у 1770 році римсько-католицькою парафією Кобилецької Поляни. Цей завод створили як металообробне підприємство з виготовлення інструментів (сокири, пилки тощо) для розробки лісів, сільськогосподарських знарядь, а також ланцюгів, якорів. У 1776 уведено в дію першу плавильну піч продуктивністю 1540 кг сталі високої якості. У 1779 році випуск чавуну становив 135 тонн щороку. Під час революційних подій в Австрійській імперії 1848 року завод освоїв випуск зброї. На початку 1850-х років проведено реконструкцію заводу, зокрема удосконалено технологію плавлення металу та розширено процес виробництва, збудовано нові плавильні печі та встановлено нові верстати. Шоста частина виробів використовувалася на Солотвиньких соляних копальнях і в місцевій лісовій промисловості, решта вивозилася за межі Закарпаття. На початку 1870-х років на підприємствіві працювали 114 постійних і 30 сезонних робітників. Від 1903 ливарний завод перебував у приватній власності віденського підприємця Й. Братмана; у березні 1945 – націоналізований і отримав назву «Інтернаціонал».

## Населення

### Мова
Розподіл населення за рідною мовою за даними перепису 2001 року:
| Мова            | Кількість | Відсоток |
| --------------- | --------- | -------- |
| українська      | 2817      | 83.05%   |
| угорська        | 486       | 14.33%   |
| російська       | 43        | 1.27%    |
| румунська       | 11        | 0.32%    |
| циганська       | 9         | 0.26%    |
| словацька       | 4         | 0.12%    |
| білоруська      | 4         | 0.12%    |
| болгарська      | 1         | 0.03%    |
| інші/не вказали | 17        | 0.50%    |
| Усього          | 3392      | 100%     |

## Присілки
Колишні селища були приєднані до Кобилецької Поляни 15 квітня 1967 року рішенням облвиконкому Закарпатської області №155.
Боркут
Згадки в історичних джерелах за роками: 1864 — Borkut (Pesty), 1896 — Borkút (ComMarmUg. 25), 1910 — Borkút (uo.), 1944 — Borkút (Hnt.).

## Освіта
В селищі працюють україномовні і один угорськомовний дитячі садочки. Також в селищі працює загальноосвітня школа I-III ступенів.

## Віросповідання
У селищі присутні представники 7 віросповідань: 
- Греко-католики (Церква Вознесіння Господнього). У 2010 р. греко-католицькою парафією було збудовано новий храм;

- Православні Української православної церкви;
- Православні Російської православної церкви (Святих жон мироносиць). Богослужіння якої спочатку проходили в церкві Вознесіння Господнього, яка до того належала громаді УГКЦ, але з приходом комуністичної влади, була передана громаді УПЦ МП. У 1995 році було збудовано новий храм;
- Римо-католики;
- Євангельські християни-баптисти;
- Адвентисти сьомого дня;
- Свідки Єгови;

## Релігійні споруди
Докладніше: Церква Вознесіння Господнього (Кобилецька Поляна)

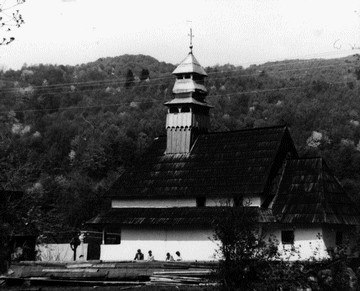
Церква Вознесіння Господнього
Найбільшою цінністю села була стародавня дерев’яна церква, що була збудована аж ніяк не в XVIII ст., як повідомляла охоронна табличка, а ймовірніше, згідно з переказами, – в 1512 р. разом з дерев’яною дзвіницею біля неї. У 1801 р. в документах записали, що село має церкву дерев’яну, із твердого дерева, добру, забезпечену необхідними речами.
Нава була перекрита високим коробовим склепінням, склепіння вівтарної частини мало форму зрізаної піраміди, а бабинець мав плоске перекриття.
У XIX ст. стіни були полаковані і побілені.
Гребінь даху увінчувала граційна барокова вежа. Однак належно цінувати й охороняти своє багатство в селі не було кому. За 1 метр від вівтарного зрубу в 1992 р. збудовано нову муровану церкву, чергову невдаху з архітектурного погляду.
Згодом дерев’яна перлина була розібрана і скидана на купу. Греко-католицька громада вирішила встановити церкву на іншому місці. Дізнавшись про це, православна громада на чолі з священиком при потуранні голови сільради спалила розібрану церкву і дзвіницю. Цей неймовірний акт вандалізму стався влітку 1994 р. Разом з церквою щезло з архітектурної мапи України і село Кобилецька Поляна. До речі, церкву хотіли врятувати Львівський музей просто неба й аналогічний Ужгородський музей, але не встигли.
Церква Вознесіння Господнього (1992 рік)
На жаль, мурована з цегли церква постала ціною знищення старої церкви – перлини дерев’яної архітектури Закарпаття.

## Туристичні місця

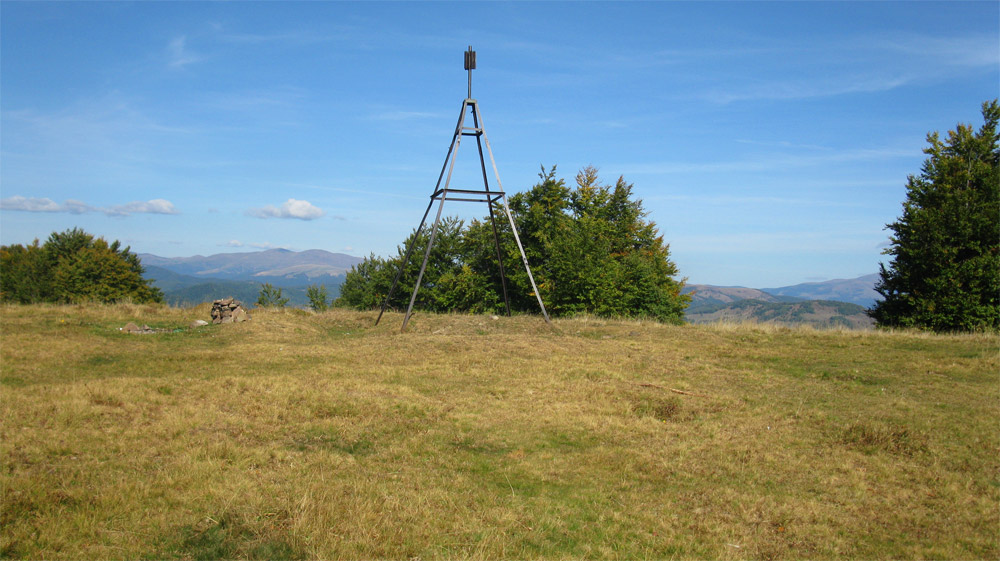
Вершина гори Кобила

- У селищі збудовано гірськолижний курорт;
- гора Кобила;
- гірські хребти Свидовецького мисиву;
- неподалік від південної околиці селища розташований водоспад Кобилецький Гук;
- джерела мінеральної води.

## Персоналії
- Бокшай Йосип Йосипович — український живописець, педагог;
- Павлюк Петро Васильович (1949 —1995) — радянський та український підприємець, директор Закарпатського арматурного заводу у 1986 —1995 роках. Загинув в автокатастрофі. На його честь названо одну з головних вулиць селища;[4]
- Девід Вайс Хелінні (1927-2022) — американо-ізраїльський рабин, вчений з питань єврейських наук і професор Талмуду. Народився в Кобилецькій Поляні, дитинство провів у Сиготі, потім емігрував до США.
- Єфремов Альберт Альбертович(2002) — учасник російсько-української війни, відзначився під час битви за Київ, збивши ворожий літак з ПЗРК Ігла.